# Le Conservatoire National du Chrysanthème Paul Lemaire
El Conservatorio Nacional del Crisantemo Paul Lemaire (en francés: Le Conservatoire National du Chrysanthème Paul Lemaire) es un invernadero y jardín botánico de 2 hectáreas de extensión, especializado en Chrysanthemum uniflores, que se encuentra en Saint-Jean-de-Braye, Francia.
"Collection National" por el Conservatorio de colecciones vegetales especializadas gracias a su colección de Chrysanthemum uniflorales (300 especies y variedades)

## Localización
Está situado en los invernaderos municipales de Saint-Jean-de-Braye.
Le Conservatoire National du Chrysanthème Paul Lemaire Saint-Jean-de-Braye, Département de Loiret, Centre-Val de Loire France-Francia.
Planos y vistas satelitales, 47°54′43″N 1°58′16″E / 47.91194, 1.97111
Está abierto al público visitar preferentemente en su época de floración en octubre y noviembre.

## Historia
El Conservatorio Nacional de Crisantemo fue fundado en 1990 por Paulette Lemaire, hija del eminente especialista en crisantemos Paul Lemaire. Ubicada en Saint-Jean de Braye, en los invernaderos municipales, la misión del Conservatorio es recolectar variedades raras y viejas y garantizar la preservación y el mejoramiento de este raro patrimonio vegetal. 
Desde 2006, el Conservatorio Nacional del Crisantemo Paul Lemaire y la ciudad de Saint-Jean-de-Braye organizan el Salón Crisantemo. Un evento que reúne a miles de entusiastas de la "Flor Dorada" cada año.

## Colecciones botánicas
Con su colección de más de 300 especies de crisantemos uniflores (su especialidad), el Conservatorio tiene como objetivo dar a conocer los diversos usos de esta flor cuya floración se produce entre octubre y noviembre.
El Conservatorio Nacional de Crisantemo también tiene documentación, bibliografía, iconografía y estudios e investigaciones en torno a este tema.